# Ta noc
Ta noc – singel polskiego piosenkarza Kubańczyka z jego czwartego albumu studyjnego, zatytułowanego W zeszłym roku. Singel został wydany 10 maja 2023.
Nagranie otrzymało w Polsce status potrójnie platynowego singla, przekraczając liczbę 150 tysięcy sprzedanych kopii.

## Geneza utworu i historia wydania
Piosenka została napisana i skomponowana przez Jakuba Flasa i Mikołaja Trybulca, który również odpowiada za produkcję utworu.
Singel ukazał się w formacie digital download 10 maja 2023 w Polsce wydaniem własnym w dystrybucji Universal Music Polska. Piosenka została umieszczona na czwartym albumie studyjnym Kubańczyka – W zeszłym roku.
Piosenka powstała na podstawie utworu Imię deszczu, autorstwa Andrzeja Piasecznego i zespołu muzycznego Mafia, wydanego w 1996.

## Teledysk
Do utworu powstał teledysk w realizacji MzQ Media, który udostępniono 11 maja 2023 za pośrednictwem serwisu YouTube.

## Lista utworów
- Digital download[2]

1. „Ta noc” – 3:01

## Notowania

### Pozycja na liście sprzedaży
| Kraj   | Lista (2023)             | Najwyższa pozycja |
| ------ | ------------------------ | ----------------- |
| Polska | Billboard Poland Songs   | 10                |
| Polska | OLiS – single w streamie | 9                 |

## Certyfikaty
| Kraj          | Certyfikat         | Sprzedaż |
| ------------- | ------------------ | -------- |
| Polska (ZPAV) | 3× platynowa płyta | 150 000+ |